# Ganz UV
A Ganz UV (U típusú távvezérelt motorkocsi) egy, a Ganz által gyártott villamostípus, ami a budapesti villamosközlekedés második világháború utáni korszakának legmeghatározóbb szereplője volt. Ez volt a legnagyobb darabszámban gyártott magyar villamostípus.

## Története

### Az UV elődei
Az 1939-ben a Ganz által bemutatott TM típusjelű (Stuka) villamosok kiemelkedtek kortársaik közül. Ez egy közvetlen kapcsolású, forgóvázas; a korabeli villamoskocsikhoz képest alacsonyabb padlószintű és kifejezetten gyors jármű volt, melyet pótkocsik vontatására is alkalmassá tettek. Az akkori villamosokhoz képest sokkal jobban gyorsult, volt benne utastéri fűtés, és villamosfékkel fékezett. Ennek az volt az előnye, hogy nagy hidegben is üzembiztos volt. A korábbi villamosok ugyanis légfékkel álltak meg, és ha elfagyott a berendezés, nem működött a fék. A Stukák két vezetőállásosak voltak, és általában szólóban közlekedtek.
A villamosok 1940-től kezdve a 3600-as pályaszám-mezővel (3600-3674) kerültek a budapesti forgalomba.
A második világháborúban sok Stuka megsérült. A 3600-asok teljesítménye és komfortja kiemelkedett az akkoriban használatos kéttengelyű villamosok közül, ezért a fejlődés egyik lehetséges irányát továbbfejlesztésükben látták.
A Ganz az 1948-as Budapesti Nemzetközi Vásáron mutatott be egy távvezérlésű, M+P+M (motor+pót+motor) összeállítású szerelvényt, aminek típusjele TV, és három, a háborúban megsérült 3600-as kocsiból alakítottak ki (3608-3667-3652 → 3700+3800+3701). Az elképzelés jó volt, a megvalósítás kevésbé, ezért a szerelvény – mely a „Szellem” becenevet kapta – nem sokáig maradt eredeti kialakításában forgalomban. A 6-os vonalon kezdte meg szolgálatát. Eredetileg Stuka forgóvázakkal üzemelt, ezt 1949-ben külső csapágyazású Ganz forgóvázakra cserélték, olyanra, mint ami az UV-n is van. Ettől valószínűleg hangosabb lett. Motorja 42 lóerős Ta 1,12 jelzésű volt, amit öcsimotornak is hívtak. Az UV-kba kezdetben ilyet építettek, de az első 19 darab után erősebbet raktak beléjük. A Szellem gyakran meghibásodott. A 3700 és 3701 ma is létezik, Zugló kocsiszínben tárolják. (A 3800-ast visszaépítették).

### Út az UV-ig
A sikertelenség ellenére 1950-re világossá vált, hogy csuklós villamosokra vagy távvezérelt szerelvényekre van szükség az egyre növekvő forgalom elszállítására. A Fővárosi Villamosvasút Községi Vállalat (FVKV) ekkor hatvan, a 3600-asnál nagyobb és erősebb járművet rendelt meg a Ganz Villamossági Művektől 1951-53 évi szállítással, de ezt a megrendelést a gyárat felügyelő Kohó- és Gépipari Minisztérium törölte. Átmeneti megoldásként megint felvetődött a 3600-as kocsik újragyártása, de mivel a Stukákkal viszonylag sok gond volt (főleg a forgóvázakkal), ezt ebben a formában elvetették. Az Országos Tervhivatal ehelyett a Magyar Vagon- és Gépgyárat jelölte ki a 3600-as hibáinak kijavítására, az így kapott tervek alapján a MÁV Dunakeszi Járműjavító Üzemnek kellett volna legyártani az új villamosokat.
1951-ben már a Fővárosi Villamosvasút (FVV) üzemeltette a villamoshálózatot Budapesten. Ennek felügyeleti szerve tiltakozott a villamosgyártás leállítása ellen. A minisztérium továbbra sem engedte meg a villamosgyártást, csak pótkocsit és trolibuszt tudott volna esetleg biztosítani az FVV-nek. 1953-ban a minisztérium elfogadta az FVV javaslatát egy, a Stukához hasonló méretű villamos gyártására, amiben kiküszöbölik a Stukák hibáit.
Az addig elkészült dokumentációk alapján a Magyar Tudományos Akadémia erre a célra alakított szakbizottságának bevonásával vetették papírra az új típus terveit, amely egyes elemek alapos áttervezését hozta. A Stuka forgóvázai a mai UV-énál keskenyebbek voltak, mivel a tengelyek belső csapágyazással voltak felszerelve – a rugózáson keresztül – a forgóvázkeretre, amelynek az alakja egy elnyújtott 8-asra hasonlított. Az új forgóváznál a tengelyek külső csapágyazásúak lettek, emiatt a kocsiszekrény oldallemezelésének alját ki kellett vágni mellettük. A forgóvázkeret alakja is változott: torzított H alakú lett (azért nem szabályos H, hogy a motoroknak legyen hely; a „H” középső szára lett S alakban meghajlítva). A már említett oldallemez-kivágás az egyik legmarkánsabb optikai különbség a Stuka és az UV között, de a szekrény más elemei is különböznek. Például eltűnt a Stuka padlójának rámpás emelkedése az ajtóktól az utastér belseje felé, helyette egy „lépcsőfoknyi” magasságkülönbség van a két térrész között.
A villamosberendezés távvezérlésű lett, de mivel nem készült el időre az új motor, az első kocsik a 3600-asokat hajtó – a későbbiekben „öcsimotor” becenevű – Ta 1.12 jelzésűt kapták átmenetileg (3200–3214, 3228). Később már az erősebb Ta 1.18 jelzésű (50 LE-s) motorokat építették be. Érdekesség, hogy bár a 3700+3800+3701 szerelvény 2-2-2 ajtóelrendezéssel rendelkezett, az ekkorra már UV néven emlegetett új kocsik 2-1-2 osztással készültek.
A villamosok elektromos berendezését a Klement Gottwald Villamossági Gyár készítette, ami a Ganz Villamossági Művek akkori neve volt. A kocsiszekrényt a Rába Magyar Vagon- és Gépgyárban gyártották.
Az első két szerelvényt csak 1955 végére sikerült összeállítani, ekkorra készült el további kettőnek a karosszériája is. 1956 elején adták át az első két darabot az FVV-nek. 1956. április 3-án megkezdték szolgálatukat a 2-es vonalán, nem sokkal később pedig a 28-ason is. Kezdetben sokszor elromlottak az UV-k, így gyakran kellett őket Stukákkal pótolni. Eleinte szólóban közlekedtek. Megtehették, mert két vezetőállásuk volt. 1957. december 7-én forgalomba állították a 100. UV-t.

### Megindul a gyártás

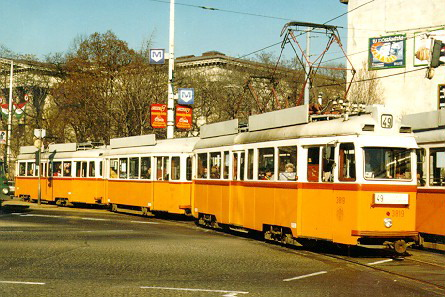
UV típusú villamos a budapesti Kálvin téren. A két motorkocsi közé egy pótkocsi is csatolható

Az FVV 1956 elején 20 darabot rendelt az UV betűjelzéssel ellátott járműből; a név egyébként a közhiedelemmel ellentétben nem az „Új Villamos” rövidítése, hanem az „U” típusra utal, mely távvezérelt, ennek az indikátora a „V” betű (a „Szellem” típusjelzése hasonló logikával „TV” volt). Az első szerelvény 1956. április 3-án mutatkozott be a 2-es vonalon.
Az UV1-UV3 sorozatokon még két vezetőállás volt. A kontaktorok, amik a kapcsolásra szolgálnak, oldalt helyezkedtek el. Eredetileg pótkocsi vontatására nem voltak alkalmasak, mert nem volt rajtuk erre való csatlás. Kerek volt a viszonylatszám tartójának üvege a homlokfalon, és fényszóró helyett sugárvető volt rajtuk. Rugós csengőgombbal lehetett csengetni. A műszerfal egy kis redőnnyel volt zárható. A vezetőfülke nyitott volt.
Az UV-kból négy nagy program során 375 darab készült 1956 és 1965 között, így lett a legnagyobb darabszámban gyártott magyar villamos.
| Év          | pályaszám            | típus |
| ----------- | -------------------- | ----- |
| 1956 – 1957 | 3200 – 3249 (50 db)  | UV1   |
| 1958 – 1959 | 3250 – 3349 (100 db) | UV2   |
| 1959 – 1961 | 3350 – 3474 (125 db) | UV3   |
| 1962 – 1965 | 3800 – 3899 (100 db) | UV5   |

A felsorolás hiányosnak tűnik, de nem az: Az UV4 sorozat csak papíron létezett; ez valószínűleg egy hosszabb kocsiszekrényű változat lett volna, még prototípus sem készült belőle. Az UV1 sorozat a típus korai verziója volt, egyes berendezések még a későbbi UV2-3-as sorozathoz képest is eltérő helyen voltak. Például a menet-fék henger a vezetőállásban volt, álló helyzetben beépítve a jobb oldali szekrénybe a motorselejtező tárcsával, az irányváltó henger pedig a vezetőülés alatt volt található. Az átalakítások után a menet-fék henger és az irányváltóhenger a selejtezőtárcsával az „A” véghez közelebbi, bal oldali ülőpad alá került beépítésre, a közös kialakítással javult a menet-fék henger átállási biztonsága. Az UV2-3 sorozatoknál a járműselejtező az „A” végen a jobb oldali szekrényben, a menet-fék henger a „B” véghez közelebbi jobb oldali ülőpad alatt, az irányváltó-henger pedig az „A” véghez közelebbi bal oldali ülőpad alatt volt.
Míg az UV1-UV3 sorozatok oldalkontaktoros kivitelben, mindkét végükön vezetőállással kerültek kialakításra, az UV5-ösön a „B” kocsivégre a kontaktorok kerültek, és természetesen eltűntek az „A” végi csatlások is. Később a régebbi kocsikat is ehhez hasonlóan építették át, ekkor egységesedett az UV-k kialakítása, azaz minden vezérlőelemet azonos helyen lehetett megtalálni. A 3800-as pályaszámot viselő sorozaton a leglátványosabb változtatás emellett a kétfokos lépcsővel ellátott, dupla szélességű középső ajtó volt. (A 3800-as pályaszámú motorkocsinak természetesen nincs köze az eredetileg 3800 jelzésű 1948-as pótkocsihoz, melyet addigra már visszaalakítottak 3600-as motorkocsivá.)
Kezdetben szóló motorkocsiként próbálták a 2-esen, illetve motor+motor (M+M) összeállításban a 28-ason. Kezdetben általában iker szerelvényekben közlekedtek az UV-k, majd 1957-ben a 6024-es pótkocsit felhasználva kísérletezni kezdtek egy motor+pót+motor (M+P+M) egység kialakításával. Ehhez a pótkocsit szolenoid fékkel és távvezérlési csatlásokkal szerelték fel, a 3252+3253-as UV kocsik közé csatolták, és a 49-es vonalán próbameneteket végeztek vele. Ez alapján meggyőződtek arról, hogy a hármas szerelvény problémamentesen üzemel (néhány apróságtól eltekintve: például lejtőn nem bírt állva maradni – ezt javították ki a levegős rögzítőfékkel). Ezek alapján a 6000-es kocsikat elkezdték átalakítani távkapcsolású UV szerelvényben való közlekedtetésre. Később az 5900-as és 5800-as sorozat bizonyos tagjait is átépítették UV-hoz csatolhatóra.

### A felújítások kora
Az 1960-as években folyamatosan kiépítették a második vezetőállást a régebbi UV-kból, illetve az UV5 villamosok már gyárilag is csak egy vezetőállással rendelkeztek. A kontaktorszekrény a kocsi B végébe került, a második vezetőállás helyére. Így hely szabadult fel. Az egy vezetőállásos villamosok ezután csatolva vagy egy pótkocsi közbeiktatásával közlekedtek. Az UV-k közül csak a 4. (UV5) sorozat rendelkezik kettős tolóajtóval középen. Itt egy kétfokos lépcsőt alakítottak ki, megkönnyítve az utascserét. Az UV5-re, annak ellenére, hogy magas padlós, kényelmesen fel lehet szállni. Az első pótkocsis UV-szerelvény a 49-es vonalán közlekedett 1957-ben, és ez a járat 2007 tavaszáig ilyen szerelvényekkel közlekedett.
Kísérleteztek két pótkocsis üzemmel is, de nem vált be, mert túl nagy volt a szerelvény holttömege.
1962-ben egy csuklós UV villamossal is kísérleteztek. Két sérült motorkocsiból (3235 és 3258) alakították ki. A kocsik B végei közé egy középrészt építettek. A kocsik 4 motorjából kettőt kiszedtek, hogy a középrész elférjen. Emiatt a jármű tömegéhez képest alacsony volt a teljesítmény, és a motorok túlterhelődtek, hiszen több mint kétszeres tömeget kellett feleannyi motornak megmozgatni. Utoljára 1965-ben közlekedett. 1966-ban visszaalakították két külön motorkocsivá.
1958-1959 között készült el a típus alumíniumvázas kivitelű variációja, az UZ. A két prototípus előállítása a felhasznált anyagok miatt lényegesen drágább volt; viszont a kisebb súly miatt 23%-kal kevesebb energiát fogyasztott. Érdekesség, hogy az ütköző is alumíniumból készült, így habár látszólag csatolható volt, üzemszerűen csatolásukat nem engedélyezhették.
Az UV-kra a hatvanas években elektromos csengőt és irányjelzőt szereltek. A csengőt egy pedállal lehetett működtetni.
Az 1980-as években gyakran kigyulladtak az UV-k. Ennek oka a gyárilag beszerelt gumiszigetelésű kábelek elöregedése és a rossz szellőzés volt. A BKV ezért PVC szigetelésű kábelekkel próbálkozott, és a szellőzés érdekében a jobban melegedőket a szellőzőhöz közelebb helyezte, valamint nem kötötte csokorba azokat. Később német gyártmányú Feuer-STOP égésgátlóval is befújták a kábeleket.
1993-ban húsz UV3 motorkocsit átalakítottak. Ezek lettek a MUV-ok, vagyis a modernizált UV-k. Visszaépítették a második vezetőállást, és fűtést valamint csillámpadlót és fénycsöves világítást szereltek beléjük. Az üléseket kárpitbevonatúra cserélték. 1993-tól 1996-ig a 17-esen jártak, 1996-tól 2003-ig a 30-ason és az 52-esen. Szólóban vagy csatolva közlekedtek, ha csatolták őket, mindkét motorkocsi áramszedője fent volt, mert a MUV-oknál megszüntették az erősáramú csatlást.
Eredetileg úgy tervezték, hogy két fényszóró legyen rajtuk. A selejtezett 3299-es kocsiba be is építettek két fényszórót, de látták, hogy ez nem túl megnyerően néz ki, ezért elálltak ettől az ötlettől. 2003-ban fővizsgára kellett volna menniük, de ez pénzhiány miatt elmaradt. A BKV-nál a kocsik elbontásáról döntöttek. Egyet sikerült csak megmenteni – a 3430-ast – a VEKE közbelépésével. A jármű ma a Zugló kocsiszínben áll.
Az 1990-es években az UV-k többségén megszüntették a kéziféket, és rugóerőtárolós rögzítőféket építettek be. Az utolsó kézifékes UV-t 2001-ben építették át. Az évtized végén került több UV kocsiba csillámpadló és fénycső világítás.

### Az UV-k kivonása

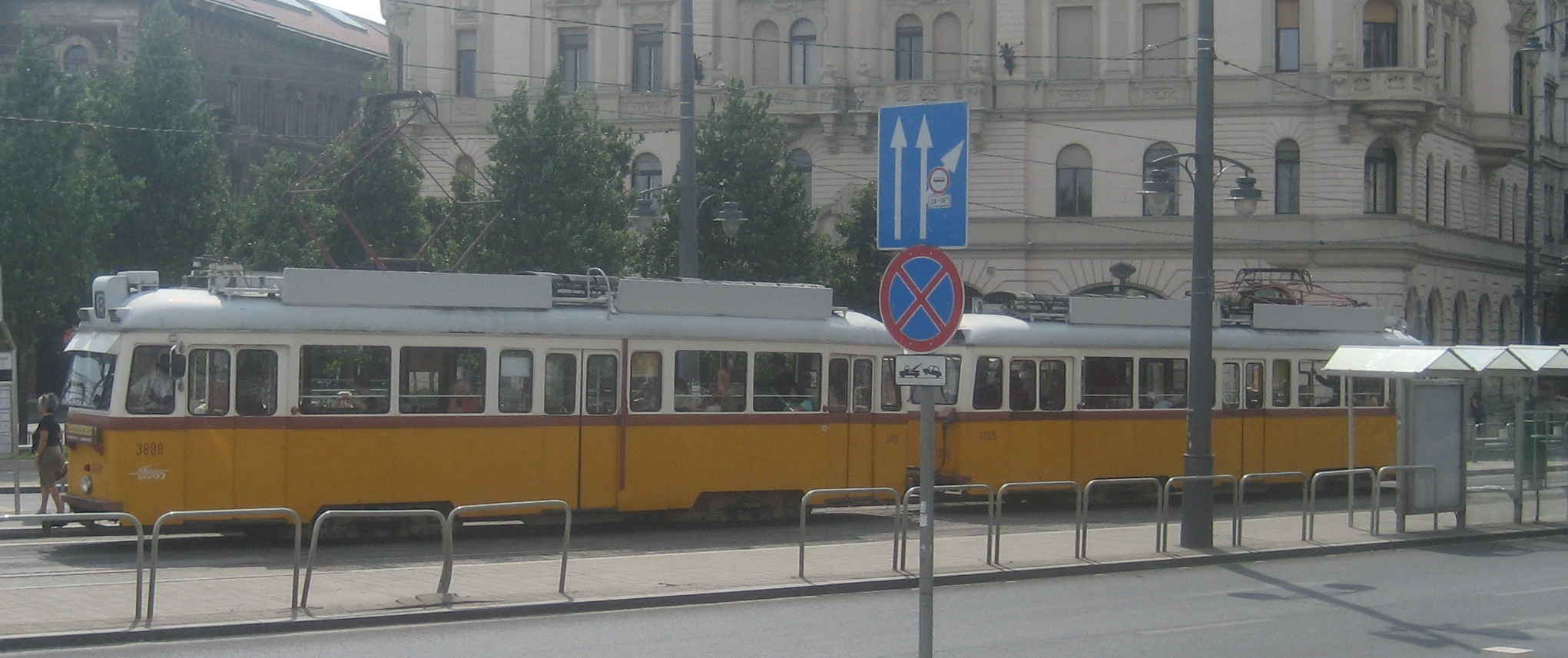
Nosztalgiavillamos a Szent Gellért téren, 2009 augusztusában

A 2000-es évek elejére jelentősen visszaszorult a típus a fővárosi sínekről. Kezdetben a németországi Hannoverből vásárolt TW 6000-es csuklós villamosok, később a Combinók érkezésével a Nagykörútról felszabadult Ganz CSMG-k váltották fel az addig UV-kocsikkal kiadott vonalakat. Az évtized közepére mindössze 40 motor- és 20 pótkocsi közlekedett. Utoljára Dél-Budán a 41 és 47-es viszonylatokon, Budafok kocsiszín állományában voltak UV-k. 2007. augusztus 20-án legördült az utolsó szerelvény a Szabadság hídról, az esemény után hivatalosan is lezárták a hidat (felújítás és metróépítés miatt). Augusztus 21. hajnalán közlekedett utoljára menetrendszerűen UV villamos Budapesten.
A BKV a selejtezett UV kocsik egy részét eladta, a többit szétvágta, esetleg elajándékozta. A 3200-as pályaszámú villamos a szentendrei Városi Tömegközlekedési Múzeumba, a 3201-es (MaViTE-tulajdon) a Magyar Vasúttörténeti Parkba, míg a 3800-as és 3809-es kocsik a VEKE tulajdonába, a 3258, 3306, 3436 kocsik a MaViTE tulajdonába kerültek. 4 UV5 sorozatú kocsi a BKV állományában maradt, melyek a nosztalgiaflottát bővítik. Ezek: 3873, 3885, 3888, 3898.

## A pótkocsik
Győrben, Dunakeszin és a budapesti Füzesi Árpád Főműhelyben 1939-1962 között készült EP és FP jelű univerzális kéttengelyes pótkocsik. Összesen 294 darab, amelyekből 183 darabot a selejtezés helyett az 1961 utáni főjavítások során az UV motorkocsikhoz igazítottak. Szelenoidféket és távműködtetésű ajtókat kaptak. Az UV pótkocsi a motorkocsikhoz csatolható, hajtás nélküli jármű. Három kocsiból álló szerelvény esetén alkalmazták, amikor is két motorkocsi közé soroltak egy UV pótkocsit. Hosszuk: 10,63 méter, súlyuk 8,2 tonna. Dizájn terén, és műszakilag is kompatibilis az UV motorkocsikkal. A kocsikban 16 faléces ülőhelyet találtunk. Selejtezésük 1980-ban kezdődött. 2007-ben selejtezték őket. Ma már csak elvétve találkozunk ezekkel a járművekkel, nosztalgiamenetekben.

## Csatlások és összeállítások

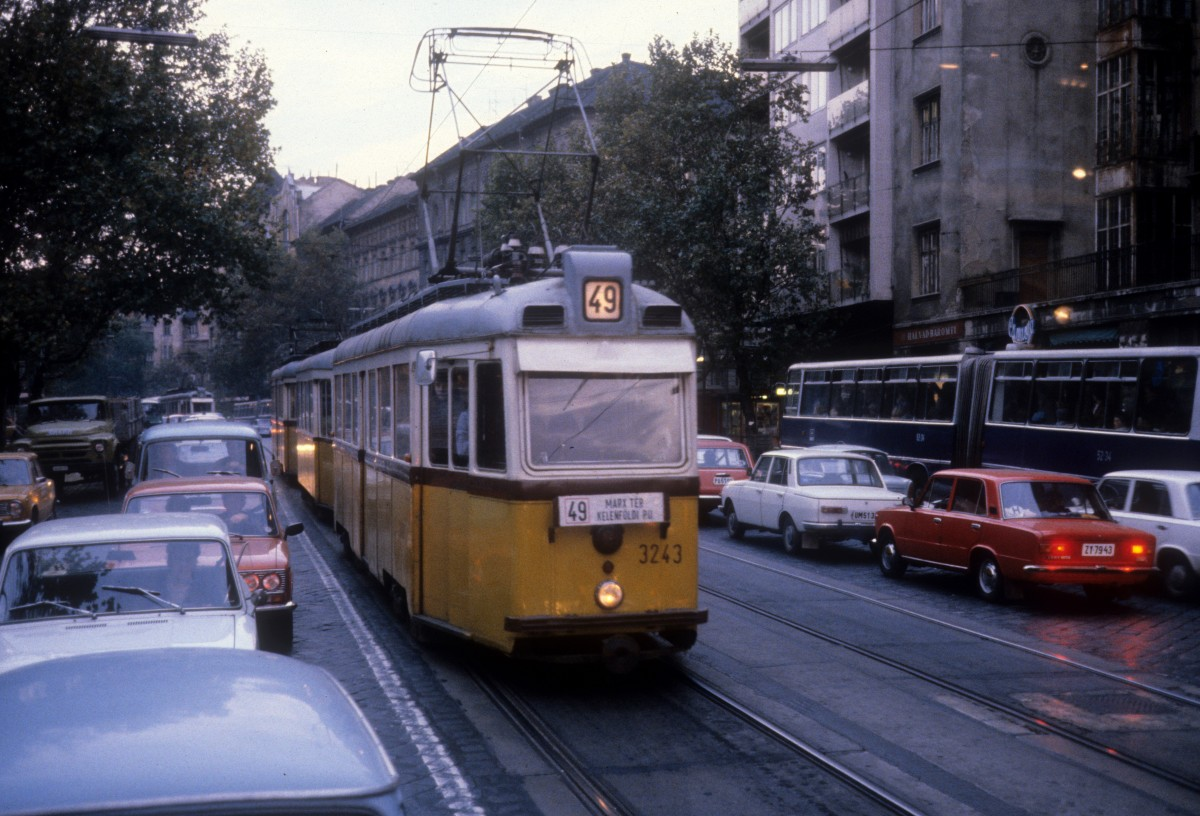
49-es villamos két motorkocsi között egy pótkocsival

Az első M+P+M összeállítású szerelvények a 49-es vonalán:
- 3252+6024+3253
- 3310+6011+3311
- 3300+6025+3301
- 3308+6026+3309
- 3333+6027+3334
- 3302+6028+3303
- 3316+6032+3317
- 3338+6031+3339

Az 1950-es években:
- M:
  - 2 (csak próbán, de nem sokáig közlekedtek szólóban)
- M+M:
  - 28 (próba)
  - 48
  - 53 (hamarosan összevonták a 48-ast a 47-essel, az 53-ast az 52-essel)
  - 63 (ide hamarosan M+P, majd az 1960-as években 1500-asok és Bengálik kerültek)
- M+P+M:
  - 49

Az 1960-as években:
- M:
  - 47 (Marx (ma Nyugati) téri végállomásán és az Erzsébet híd pesti felhajtóján)
- M+P:
  - 42
  - 63 (ez az üzem nem sokáig maradt fenn, a 63-asra 1500-asok és Bengálik, a 42-esre M+P+P került)
- M+M:
  - 4
  - 6
  - 46
  - 66 (a nagykörúti viszonylatok hamarosan hármas UV-k lettek)
  - 2

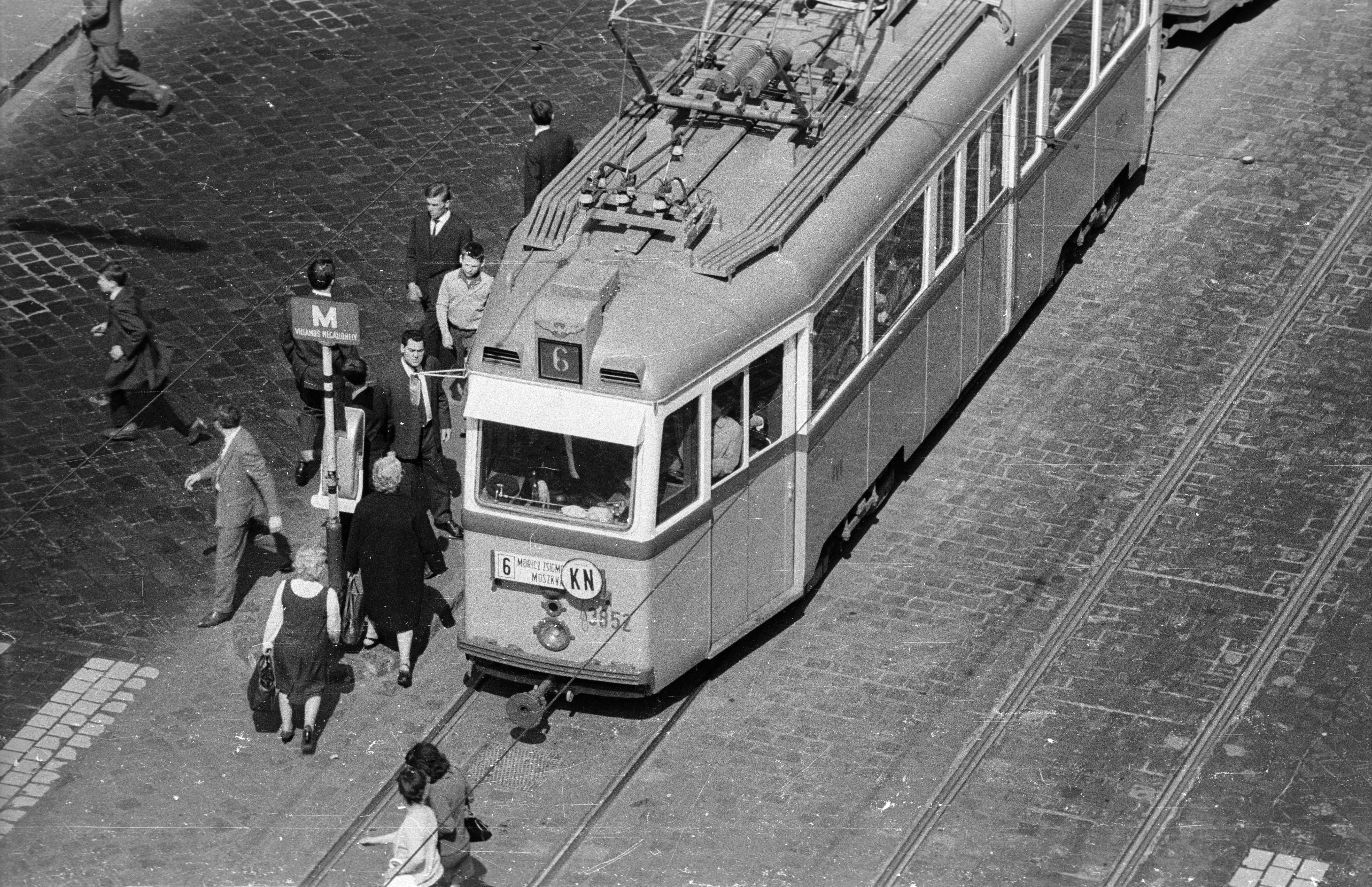
Ganz UV a Mártírok útja, Keleti Károly utcai villamos-megállóban 1965-ben. A 3852-es pályaszámú motorkocsit 2003 októberében a Lánchíd budai hídfõje alatti alagútban történt baleset után vonták ki a forgalomból.

- - 61 (ezek viszont a Ganz Ipari csuklósok megérkezéséig iker UV-ban közlekedtek)
- M+P+M:
  - 47
  - 50
  - 52
  - 52/A
  - 4
  - 6
  - 66 (a 46-os már megszűnt)
- M+M (1964-től):
  - 19 (az Erzsébet híd megnyitásakor felülbecsülték ennek a viszonylatnak a forgalmát, hamarosan 1500+P lett)
- M+P+M (1965 után):
  - 44
  - 67 (a 67-esen egy darabig vegyesen közlekedett Bukfenc és hármas UV), 68 (csak az 1960-as évek végétől, felváltva az 1200-as Bengálikat)
- M+P+M:
  - 4-es viszonylaton az Irinyi József utcánál
- M:
  - 64-es viszonylaton (3429), 1969-ben a Vezér úton, szóló 1500-as motorkocsi pótlásaként

Az 1970-es években
- M+P+M:
  - 42
  - 42/A (a metró megnyitása után)
- M+P+M: (1973 után)
  - 62

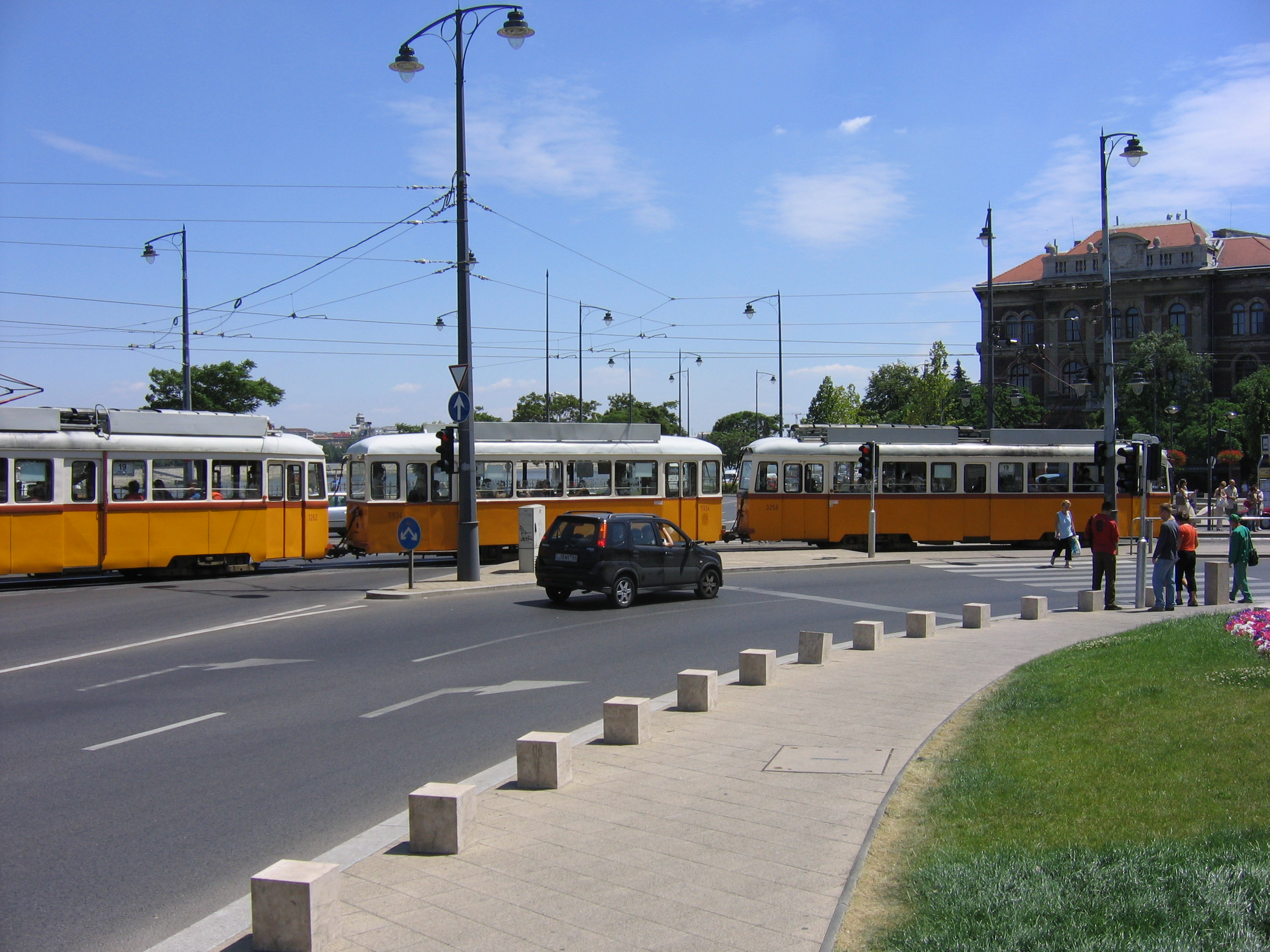
Motorkocsi+Pótkocsi+Motorkocsi összeállítás

  - 69 (a 67-es viszont 1500-as+pót lett)
  - 63 (ez a viszonylat már csak rövid ideig üzemelt)
- M+P+M: (1976-77 után)
  - 12
  - 30
  - 31
  - 50/A (részben a 3-as metróépítéssel felszabaduló kocsikból)
- M+P+M (1978 után)
  - 9
  - 18
  - 19
  - 37 (a nagykörúti 4-6-osról ekkor cserélték el az UV-kat Ipari csuklósokra, a 18-asra és a 37-esre nemsokára Tátrák kerültek)

Az 1960-as, 1970-es években az UV-k nagyon elhanyagolt állapotban közlekedtek, az egyik látványos ismérve ennek a teleszkópos ajtók üzemképtelensége volt, de gyakran kiadtak az összes négy motor helyett kevesebbel üzemelő kocsikat is a forgalomba, ilyenkor egy M+M összeállításban csak hat motor dolgozott (mivel a forgóvázakon belül a 2–2 motor kapcsolása soros, ezért ez azt jelentette, hogy valamelyik forgóvázban nem üzemelt motor).

## Hanyatlás és pangás
1979–80-ban egyes kocsiszínekben ritkaság volt a 8 motoros M+M szerelvény, az ablakra rá volt ragasztva a „szerelvény hat motorral üzemel” felirat. Mivel akkor a kocsikiadás kardinális mutatószám volt, előfordult, hogy 4 motorral is kiadtak szerelvényt, hogy azután a végállomásra kiérkezve jelentse be a műszaki hibát, és visszamenjen a kocsiszínbe. A hatmotoros UV jellegzetes ismérve volt az indításkor felpörgő motor, ugyanis, míg a négymotoros kocsin a soros kapcsolásnál a motorpárok 300 V-ot kaptak, addig a kétmotoros részen már 600 V-ot, tehát nagyon óvatosan kellett gyorsítani, hogy ne pörögjön ki a kerék. Ügyelni kellett a szolenoid-csatolásra, hogy az a négymotoros kocsihoz kapcsolódjon, mert különben nem üzemelt megfelelően. A motorhiány miatt még azt is megcsinálták, hogy a leselejtezett Stukák motorját szerelték az UV-k alá, a teljesítménykülönbség ekkor is furcsa hangokat produkált.
1968-tól kezdve, néhány éven keresztül az esedékes főműhelyi javítások során eltávolították az irányjelző táblát az UV-k homlokfaláról, mivel úgy gondolták, hogy a viszonylatjelző elég információt ad az utasoknak a közeledő kocsi irányáról. Szerencsére pár évvel később felhagytak ezzel a gyakorlattal, és visszakerültek a táblák, többek közt azért, mert anélkül nem tudták jelezni a kocsiszínmeneteket.

## A hanyatlás után

### 1980-as évek
Az 1980-as években elkezdtek jobban vigyázni a típusra: az ekkortól végrehajtott változtatások következtében egyre megbízhatóbban üzemelnek a kocsik, csak ritkán fordul elő olyan meghibásodás, amely miatt mozgásképtelenné válik az UV, és úgy kell eltolni. Az egységesítés következtében ma már a berendezések mindegyik altípusnál azonos helyen találhatóak, ez jelentősen megkönnyíti a hibaelhárítást.
'Viszonylatok:
- M+P+M:

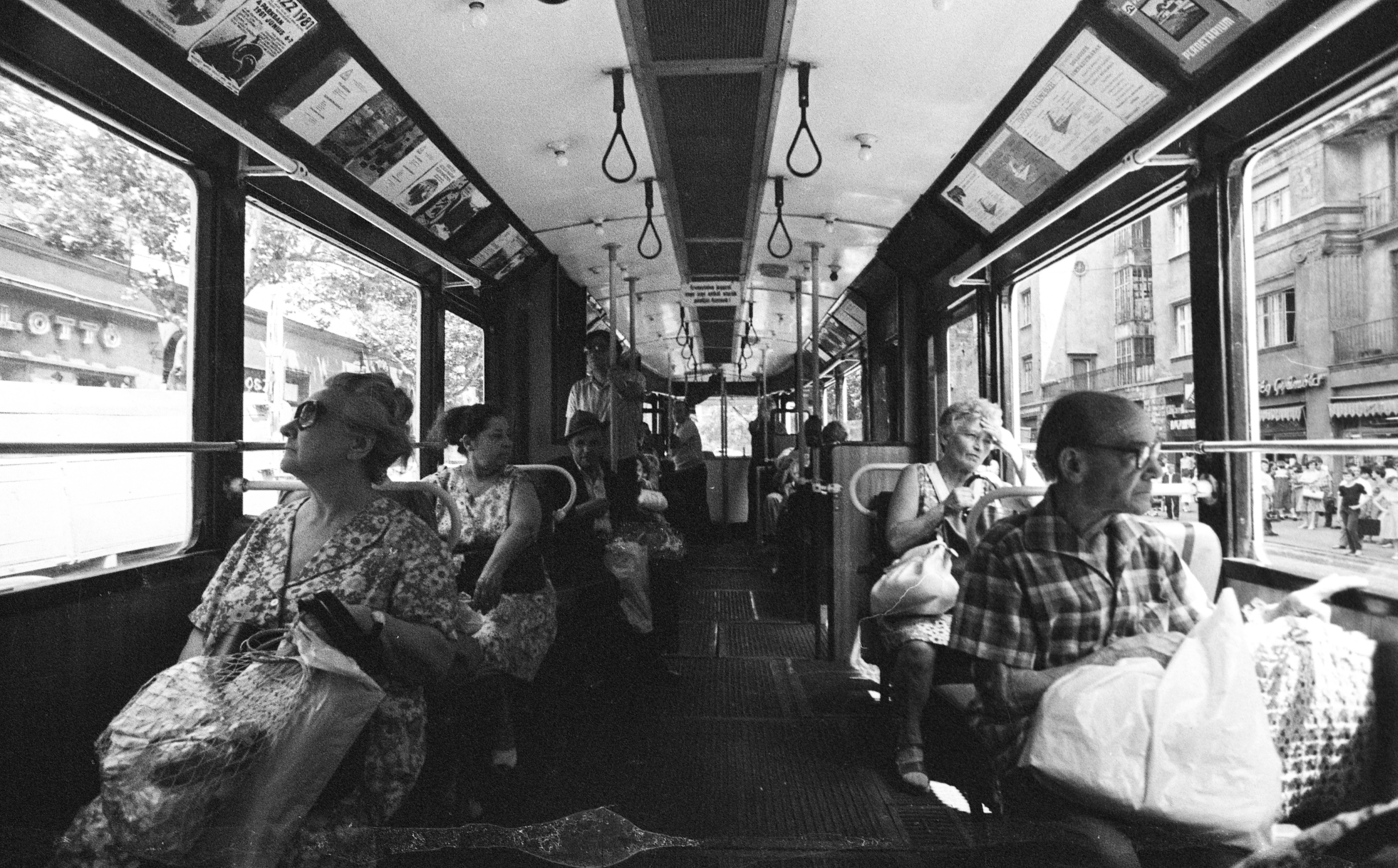
A Ganz UV utastere

  - 23 (hamarosan iker UV, majd 1984-től Ipari csuklós)
  - 50
  - 52 (hamarosan csak iker UV)
  - 67 (a 12-es vonal „Tátrásítása” után)
  - 69
- M+M:
  - 13 (1984-től)
  - 30
  - 31
  - 52
  - 52/A (a pótkocsikat kisorozták a szerelvényből)
  - 11
  - 17 (1980-tól)
- M+M: (1986-88-tól)
  - 19
  - 44
  - 50/A
  - 62
  - 67 (a pótkocsit kisorozták a szerelvényből)
  - 41 (1988-ban a Tátrák helyett)

### 1990-es évek
- 13	UV M+M
- 17	UV M+M 1994-ig, MUV M+M (hétköznap) és MUV M (hétvégén) 1996-ig
- 19	UV M+M
- 29	UV M+P+M 1992-ig
- 29Y	UV M+P+M 1992-ig
- 30	UV M+M 1996-ig, utána UV/MUV M+M (hétköznap) és MUV M (hétvégén)
- 31	UV M+M, 1995-ben már MUV M is
- 31É	UV M+M
- 41	UV M+M
- 42	UV M+M 1995-ig, utána MUV M+M (hétköznap) és MUV M (hétvégén), futballmérkőzések idején UV M+P+M
- 44	UV M+M
- 47	UV M+P+M
- 49	UV M+P+M
- 49É	UV M+M
- 50	UV M+P+M, éjjel UV M+M ill. 1995-től MUV M
- 50A	UV M+M
- 52	UV M+M, 1996-tól UV/MUV M+M (hétköznap) és MUV M (hétvégén)
- 62	UV M+M
- 67	UV M+M
- 69	UV M+P+M, 1997-től UV M+P+M és M+M vegyesen
- 69A	UV M+M

### 2000 után
- 13	UV M+M, 2001-ben már esetenként MUV M+M is.
- 19	UV M+M 2001. november 30-ig, utána UV M+P+M
- 30	UV/MUV M+M vegyesen hétköznap, hétvégente MUV M
- 41	UV M+M
- 42	MUV M+M hétköznap, hétvégén MUV M, futballmérkőzések idején UV M+P+M
- 47	UV M+P+M
- 49	UV M+P+M, esténként UV M+M is
- 52	UV/MUV M+M vegyesen hétköznap, hétvégente MUV M
- 62	UV M+M
- 63	UV M+M
- 69	UV M+M és M+P+M vegyesen

## Az UV-k leselejtezése
A kocsikat pótlás nélkül selejtezték az 1990-es években, később a hannoveri villamosok érkezése tette lehetővé több tucat kocsi selejtezését. (Amely ekkor körülbelül 120 kocsit jelentett). A végső lökést a Combinók érkezése adta: a 40 alacsony padlós 80 darab nagykörúti Ganz csuklóst váltott. Azok pedig kiszorították a 40 motor + 20 pótkocsi létszámúra apadt UV állományt.
A búcsú Kispesten kezdődött, majd Zuglóban folytatódott, ahonnan 2002 őszén tűntek el végleg az UV-k. Ezután szünet következett, majd a 42-es és 52-es viszonylatok típuscseréjével folytatódott 2006-ban. Még ugyanezen év őszén szintén Ganz csuklósok kerültek a 19-esre, majd 2007 tavaszán a 49-esre. Az év nyarán aztán előbb a 41-es „UV-tlanítódott”, majd a Szabadság híd lezárásakor a 47-esen is elment az utolsó.

### A leselejtezés pontos menetrendje

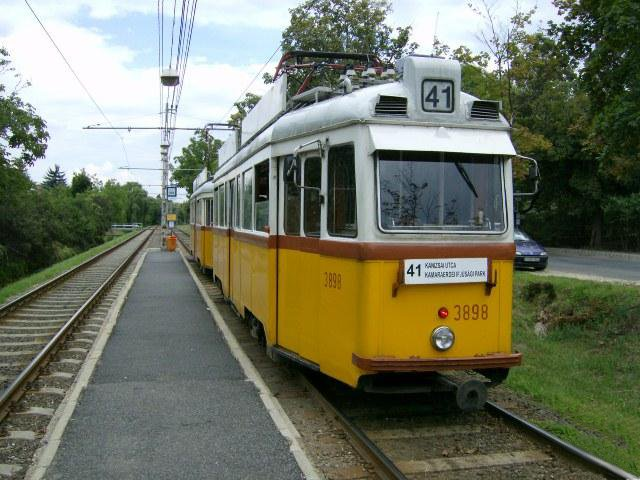
Még UV a 41-es vonalon

- 2001. október 3.: Megszűnik a 13-as és 63-as villamos, melyek UV-val közlekedtek. Helyettük megindul a 3-as, hannoveriekkel. A 30-as viszonylaton Ganz csuklósok váltják le őket néhány nappal korábban.
- 2002. február 4.: Teljes típuscsere az 50-esen TW6000-re.
- 2002. március 23.: Befejeződik a típuscsere a 62-esen.
- 2002. október 17.: Típuscsere a 69-esen, szintén TW6000-re.
- 2006. augusztus 1.: Típuscsere a 42-esen és 52-esen, Ganz csuklósra.
- 2006. november 13.: Típuscsere a 19-esen.
- 2007. április 2.: Típuscsere a 49-esen.
- 2007. július 23.: Típuscsere a 41-esen.
- 2007. augusztus 20.: A Szabadság híd felújítása miatt ezen a napon közlekedik utoljára a 47-es viszonylat, amely így az utolsó UV-s vonal lett.

## Változtatások az évek folyamán
A kocsik folyamatos javításokon, nagyjavításokon és átalakításokon estek át, mára tulajdonképpen csak az alváz nagyobb elemei azonosak az eredetileg legyártottakkal. Mivel a változtatások folyamatosan zajlottak, többségüket nyomon lehetett követni.
Az UV-k sokfélesége tetten érhető a középső ajtókon levő ablak méretén is: van olyan kocsi, amelynek egyik oldalán kicsi, a másik oldalán nagy ablakú ajtószárny van…
Az egyik látványos átalakítás a vezetőállással kapcsolatos: mivel a kocsiknak eredetileg nem volt zárható vezetőfülkéje (a vezetőállás csak egy korláttal volt elválasztva az utastértől), a vezető a kis- és nagyszabályzót leszerelte és magával vitte, amikor átült az ellenkező végen levő vezetőállásba. A műszerasztalok ekkor még lezárhatók voltak, később az ICS-éhez hasonlóra lettek lecserélve. Ezek nem vezérelnek, amikor az irányváltó kar „0” állásban van. Érdekesség, hogy a leégett 3451-es kocsit szerelték fel először ilyen pulttal a helyreállításkor.
A kocsik eredetileg visszapillantó tükör nélkül készültek; az akkori KRESZ szerint erre még nem volt szükség, a fel- és leszállás befejezésének ellenőrzése a kalauzok feladata volt. A kalauz nélküli közlekedés bevezetésekor felszerelték a visszapillantókat. Használatukat azonban korlátozza a vezetőállás oldalsó ablakai elé behúzódó teleszkópos ajtó – erre még csak nem is gondolhattak a Stuka kocsiszekrény tervezői annak idején! A járművezetők munkakörülményei egyébként régen is távol álltak az ideálistól: bár a vezetőállás mindig rendelkezett üléssel, nem volt elválasztva az utastértől. A még jelenleg is látható paravánfalat az 1970-es és 1980-as években a nagyjavításokkor építették be, a lábtartó dobogó fűtésével együtt. Az első ilyennel felszerelt kocsi a 3840-es volt.
Az 1990-es évek első felében kaptak a kocsik páramentesítő tükörfűtést, az évtized vége felé pedig zárható vezetőfülkék kerültek az UV-kba. A RET-fék beszerelésével eltűnt a kézifék karja. A közelmúltban a legtöbb UV szerelvény URH-s rádiót kapott, de csak a páros pályaszámú kocsikba szerelve, azaz a szerelvénynek általában csak az egyik végén van ilyen készülék, nem sokban könnyítve meg a vezető diszpécser általi elérhetőségét a forgalomban.
Változott az utastér padlójának borítása is: ez eredetileg a korabeli magyar villamosokhoz hasonlóan fából szerelt, ún. sárléces megoldású volt, melyet az 1980-as években az Ikarus buszokéhoz hasonló gumipadlóra cseréltek, majd az 1990-es években csillámpadlóra. A homlokviszonylat-jelzők eredetileg kerek alakúak voltak, a többi villamoson alkalmazott fémtáblát lehetett eléfüggeszteni. Ezt később átalakították (illetve az újabb sorozatok már elve az átalakított verzióval jöttek) – az üveglap mögé kellett behelyezni az áttetsző anyagból készült, szögletes viszonylatszám-táblát. Ez az üvegablak eredetileg szögletes gumírozott sarkokkal rendelkezett, mára legömbölyítetteket lettek.
A pályacsengő gyártáskor az irányjelző tábla mögött volt, a vezetőállásban levő rugós gombra ütve lehetett megszólaltatni. A KRESZ változásai később azonban megkövetelték, hogy folyamatos hangjelzést adó készüléket szereljenek a villamosokra is, ekkor a villanymotorral működtetett csengő az ütköző mellé, a lökhárító mögé került.
A manapság használatos egyenfényszórók helyett eredetileg egyszerűbb sugárvetők világították be a jármű előtt a pályát, és a zárlámpák is másképp néztek ki. Az oldalsó irányjelzők kezdetben az ablakok felső sarkánál voltak megtalálhatók, később lejjebb kerültek.
A vezetőállás változtatásai miatt érdekes problémákkal szembesültek a járművezetők: az a pedál, ami jelenleg a pályacsöngőt szólaltatja meg, eredetileg a mikrofon kapcsolója volt. Mivel az átalakítások nem egyszerre történtek, megtörtént, hogy egy csatolt egységnél az egyik motorkocsiban a lábkapcsoló a hangosbemondót működtette, a másikban pedig a csöngőt. El lehet képzelni, hogy ez sokszor kavarodáshoz (felesleges csöngetéshez) vezetett. Ugyanígy előfordult, hogy a lábkapcsolós pályacsengőjű UV-ban a vezető vészhelyzetben véletlenül a rugós csöngőgombra csapott – azaz annak helyére, a műszerfal tetejére…
A kocsik végein levő csatlásfejek, illetve az oda vezető kábelcsatornák is megváltoztak, besüllyesztették őket a kocsiszekrény tetejébe. Az áramszedők a BKV által használt felsővezetékek anyagával együtt változtak. Az 1950-es években még vas csúszólapos szedőket alkalmaztak, melyekre a kopás csökkentése végett kenőszelencéket szereltek, ezek folyamatosan olajjal kenték a munkavezetéket. Ahogy a cég áttért a réz felsővezetékek alkalmazására, szénbetétes csúszólapokat kapott ez a típus is. A kilencvenes évektől kezdve a világítás is modernizálásra került: a régi izzók helyett fénycsöveket építettek be.
A ma létező UV-kocsik közül a 3257-es pályaszámú az, amin a régi megoldások többsége megmaradt, ez van legközelebb a gyártáskori állapothoz az összes meglevő példány közül. Ez a Közlekedési Múzeum számára megőrzendő kocsi, 2001. október 4-én vonták ki a forgalomból.

## Műszaki részletek

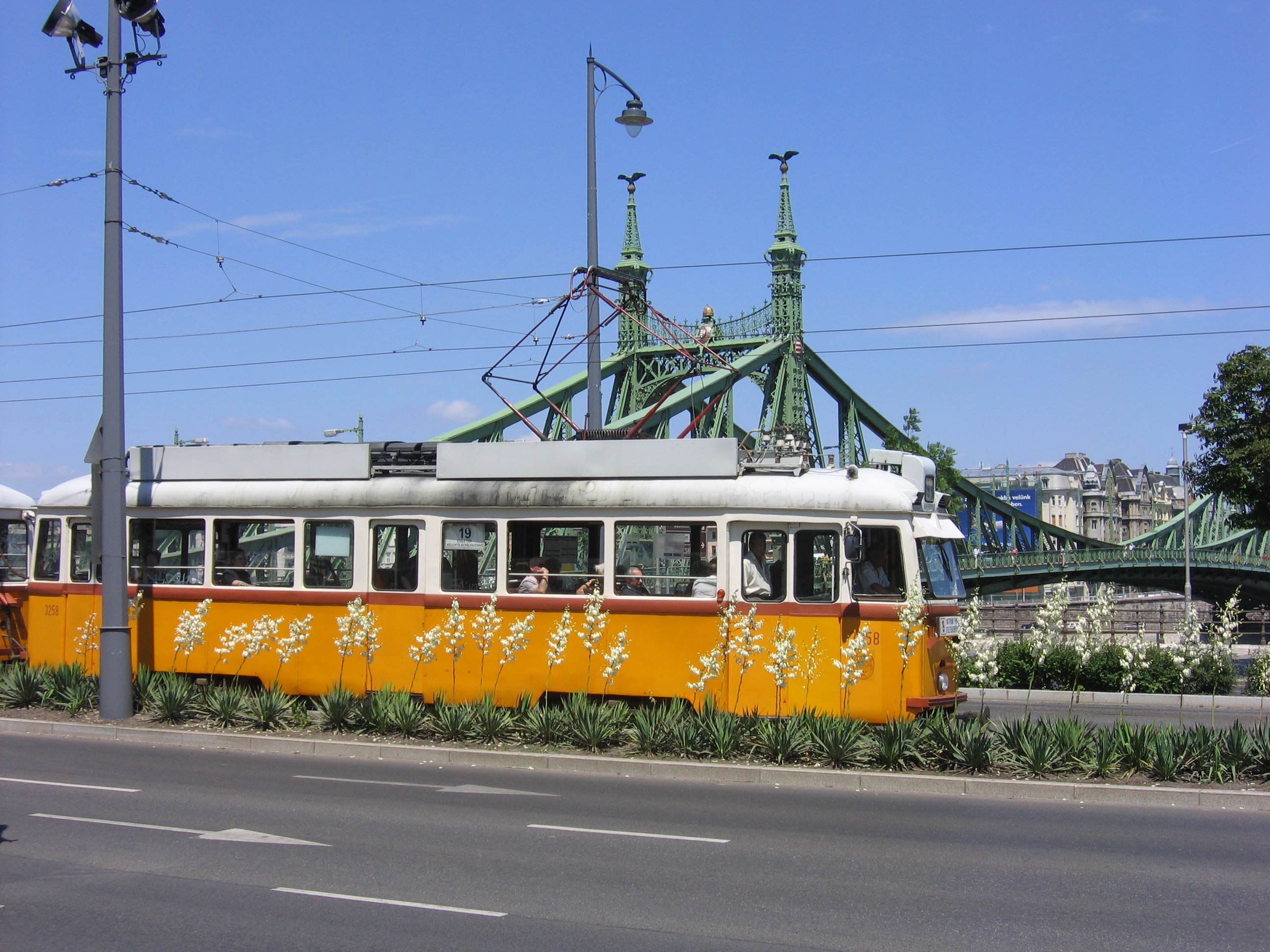
A Szabadság híd előtt

### Pótkocsik
A típushoz nem készültek sorozatban pótkocsik; a különféle korábbi – Győrben és Dunakeszin készült – pótkocsikat építették át az UV „stílusában”. Az átalakításokat évtizedeken át több lépcsőben valósították meg, ezért az egyes kocsik között látható különbségek vannak.
| Eredeti építési év | pályaszámok |
| ------------------ | ----------- |
| 1939               | 5800–5809   |
| 1942               | 5810–       |
| 1949               | 5892–       |
| 1951               | 5940–5988   |
| 1953–1954          | 6000–       |

### Vezérlés
A vezető ezen a típuson a kontrollerkarhoz tartozó kapcsolóhengerrel az akkumulátorról biztosított 24 V-os vezérlőfeszültséget kapcsolja. A régi, közvetlen kapcsolású kocsiknál a kontroller közvetlenül kapcsolt az indítóellenállások és a motorok között. Az UV-kon azonban csak vezérlőfeszültséget kapcsolja a vezető, és így vezérli a kocsiban, vagy csatolt üzem esetén a kocsikban a nagyfeszültségű reléket, az úgynevezett kontaktorokat. Ezek a kontaktorok kapcsolják aztán a motorokat és ellenállásokat a kívánt sorrendbe. A megoldás több szempontból is előnyös: először is lehetővé teszi a távkapcsolást, hiszen a vezérlőáramkör több kocsin keresztül is húzódhat. Másrészt, mivel a menetkapcsolón nem jelenik meg a teljes 600 V, nem jöhet létre rajta nagyfeszültségű villamos ív, mely károsíthatja.
A kontroller kezelése: a karnak van egy „0” állása 10 óra pozícióban, ebből két irányba téríthető ki: „menet” vagy „fék” állásba. A tengelye közvetlenül egy kb. 30 cm átmérőjű hengert forgat, melyen réz érintkezők vannak megfelelő mintába szervezve, ezek az érintkezők vezérlik a motoráramkört kapcsoló kontaktorokat. Ha „menet” irányba forgatják a kart, akkor először nagyobb, később egyre kisebb ellenállásokat kapcsol sorba a motorral, így növeli a motorra jutó feszültséget.
Először az ún. soros fokozatok kapcsolódnak, ami azt jelenti, hogy az áramkör a kocsi mind a négy motorját sorba kapcsolja, így egy motorra csak a feszültség negyede esik. Amikor az ellenállásmező végére ér, párhuzamos kapcsolásba kerülnek a forgóvázak (két-két motor továbbra is sorba kötve), és újra a nagyobb, majd kisebb ellenállások következnek.
Minden fokozathoz tartozik egy motorteljesítmény, ez állandó emelkedésű pályán állandó sebességet eredményez. Nem szabad azonnal elhúzni a kontrollert a kívánt sebességhez tartozó fokozatba, mert akkor kipörögnek a kerekek, vagy túlzottan nagy lenne a kocsi áramfelvétele. Emiatt egy kicsivel szabad csak a kocsi sebessége előtt járni.
Ha a kontroller a kapcsolt fokozathoz képest visszafelé mozdul el, a vezérlés „kiejt”, azaz a motorok nem kapnak áramot, a kocsi lendületből gurul tovább. Ekkor a kart vissza kell „előkészítő” állásba fordítani (a „0” fokozat után még van egy „+”-szal jelölt előkészítő állás), és utána a kívánt új fokozatba tenni. Az egyenletes gyorsulást tehát nem a hajtás szerkezete produkálja, hanem a vezető gyakorlatán múlik. Fontos, hogy nem szabad sokáig olyan fokozatban járatni, amelyikben indítóellenállás van az áramkörben, mert túlmelegednek a tetőellenállások.
A gyorsítás további szabályozási módszere az indítóellenállások használatán túl az úgynevezett söntellenállás használata. A söntellenállás a motor állórészével párhuzamosan kapcsolt ellenállás és tekercs (ez utóbbi az úgynevezett induktív sönt, ami a kocsi alvázára van felszerelve). Ha ez az ellenállás be van iktatva az áramkörbe, alacsony sebességen csökkenti, magas sebességen növeli a vonóerőt. Ezt az UV-n ki is használják: a menet első fokozatán a túlzott rántás elkerülése végett iktatják be a söntöt; a párhuzamos utolsó fokozatán pedig a további gyorsítás elérése céljából van még egy söntfokozat. Emellett van egy söntfokozat a soros utolsó fokozat után; ennek a célja az, hogy soros-párhuzamos átkapcsoláskor nagyobb sebességgel haladjon a jármű, és ezzel elkerüljék a nagy rántást.
A fékezésnél a menet-fék henger más kapcsolásba hozza a motorokat; úgy, hogy a motorok dinamóüzembe kerüljenek. Ilyenkor a motorok áramot gerjesztenek – elektromos energiát termelnek – mely a forgást lassító hatást fejt ki. Ezt az áramot a tetőn lévő indítóellenállásokra viszik, ahol hővé alakul, illetve a szolenoidcsatláson keresztül a pótkocsi fékjéhez, melyet ez a fékáram üzemeltet. A fékezés kezdetén a motort a teljes ellenállás mezőn keresztül zárják rövidre, majd a sebesség csökkenésével az ellenállások számát tovább lehet csökkenteni. Ez az úgynevezett villamosfék alapelve, a villamosfékezés mechanikai (súrlódási) fék használata nélkül történik. A kart utolsó (néha az utolsó előtti) fékfokozatba állítva bekapcsol a levegős rögzítőfék, és úgy marad menetfokozatba állításig.
A jármű összes motorját egyébként a kontaktorszekrényben levő hengerrel lehet „selejtezni”, azaz leválasztani a vezérlőáramkörről. Hasonlóan lehet egy forgóvázat (motorpárt) is selejtezni, ezt a menetirány-hengeren lévő tárcsával lehet megtenni. Akkor lehet szükség a teljes kocsiselejtezésre, ha annyira zárlatos a kocsi, hogy a villamosfékezést sem bírná ki. (Ki lehetne kapcsolni a tetőautomata biztosítót is, de ez csak a nagyfeszültséget kapcsolja ki, ettől még villamosfékezéskor felgerjednek a motorok és áram folyik rajtuk keresztül.)

#### A vezérlőelemek elhelyezkedése
Az automata tetőbiztosító a homlokviszonylatszám-jelző mögött található, ennek megszakítókarja benyúlik a vezetőállásba. A szarvas tetőbiztosítók emögött találhatók. A kocsitető áramszedő utáni részét az indítóellenállások foglalják el. A vezetőállásban található a vezérlőkapcsoló (kontroller), alatta a főrelé, további relék (biztonsági relé, maximálrelé), a biztosítékszekrény és két kontaktor. A középső ajtó melletti padok alatt található a menet-fék henger, az irányváltó henger, a légrendszer nyomásérzékelője és a légsűrítő bekapcsoló kontaktora. A padló alatt található az akkumulátor, a motordinamó és a légsűrítő. A „B” végen levő szekrényben találhatók a kontaktorok, illetve a kocsiselejtező és a világításrendszer reléi, és további relék.

### Fékezés
Az UV (és prototípusa, a 3700+3701-es „Szellem”) volt az első budapesti motorkocsitípus, ahol távvezérlést szereltek fel, de emellett elhagyták a légféket is. A légfék elhagyása észszerű döntés volt: elmaradtak a légfék elfagyásából származó problémák; a villamosfék jobban szabályozható volt, azonnal működött, és intenzívebb fékezést lehetett vele elérni, mint a légfékkel. Ugyanakkor az elektromos rendszertől független légfék hiánya érzékenyebbé tette a járművet a meghibásodásokra. Mindemellett a villamosfékezés nem képes álló helyzetre lassítani és állva tartani a járművet; ezért szükséges a rögzítőfék alkalmazása is.
A tervezéskor még úgy gondolták, hogy elegendő lesz (a Stukán alkalmazott módon) a kézifék behúzása, amely a vezetett oldali forgóvázat fogja meg. Ez szóló járműnél – vagy sík terepen ikerszerelvénynél is – elegendő volt, azonban emelkedőkben már gondok voltak vele, például az Erzsébet híd budai hídfőjében lévő megállóban már nem tudta volna állva tartani a járművet, ezért a kalauz behúzta a csatolt kocsi kézifékjét is a rögzítéshez. A pótkocsik közbecsatolása még nehezebbé tette a rögzítést, ezért elkezdték az UV-kat levegős rögzítőfékkel felszerelni, mely az utolsó fékfokozaton automatikusan bekapcsol, és az első menetfokozatban oldódik. (A 3450-es pályaszámtól felfelé már gyárilag így készültek a járművek.)
Ez a sima kézifék működését is kiegészítette: annak behúzása elmozdított egy kart, amely működtette az összecsatolt motorkocsik rögzítő légfékjét, tehát a hátsó kocsik is mechanikusan rögzítődtek. Az oldása a kézifék kiengedésével, illetve eredetileg az irányváltó középre helyezésével is történhetett, utóbbi miatt lejtős pályán visszafogáskor (például Örs vezér tere) egy külön személynek be kellett húzni a hátsó kocsin a kéziféket, a járművezető csak ezután oldhatta ki az elején. A későbbi átalakítások óta az irányváltó kar állítása már nem működteti az oldómechanizmust.
A levegős rögzítőféket nem lehet túl erősre állítani, mert különben minden megállásnál rángatna a kocsi – az UV EP-szelepekkel (elektro-pneumatikus szelep) működő légfékét ugyanis nem lehet szabályozni: vagy ki-, vagy be van kapcsolva. Ezért van, hogy ha menet közben használja a vezető a kéziféket (ami a forgóvázakban a hajtásházon lévő fékdobra hat), az nem nagyon fogja meg a kocsit; egy nem megfelelően karbantartott járművel egy megállónyit is el lehet gurulni 35–40 km/h-s sebességnél behúzott kézifékkel.
Az 1990-es évek második felében elkezdték a rugóerőtárolós (RET) fékek felszerelését. A légfék működését „megfordították”: a fékek alaphelyzetben be vannak húzva egy olyan rugó segítségével, amelynek menet közben ellentart a sűrített levegő nyomása. Az átalakítás nagyban növelte a kocsik biztonságát (lásd alább), azonban kezdetben szokatlan hibákat is okozott: amennyiben a fékhengerben nem volt kellő nyomás, a fék automatikusan befogott. Komolyabb esetekben annyira, hogy a járművezető a továbbhaladással a dobfék füstölését kockáztatta. Azért, hogy menet közben lassabban szökjön el a levegő a RET-fékből, a segédlégkör nyomását feljebb emelték kb. 1 barral, ezért ezeken a kocsikon hamarabb kapcsol be a légsűrítő. Az első így átépített szerelvény a 41-esen közlekedett, a 3834+3863 volt (ez utóbbi Zuglói kocsinak a forgóvázát is ki kellett cserélni normál talpszélességű kerékpárosra). A RET-fék mellett a kézifék fölöslegessé vált, ezért kiszerelték.
Egyes kocsikon (például a 3816) már a műszerasztalon külön kapcsolóval lehet a RET-féket kapcsolni (mint az ICS-n). A RET-fék szintén működésbe lép, ha a kisszabályzót nullára kapcsolja a vezető, vagy a segédüzemi kapcsolót elfordítja.
Vészfékezéshez sínfék is használható (egy mágnes tapad a sínre), ennek karja fentről nyúlik le a szélvédő előtt. A fékezéskor és elinduláskor jelentkező, hatásfok-rontó kerékkipörgés megakadályozására lábbal működtethető homokszóró van felszerelve.

### Csatlás
Az UV-n jelenleg található elektromos csatlások:
1. Erősáram (600 V): A kocsik B végével szemben állva a tető pereménél baloldalt található.
2. Vezérlés (24 V): A kocsik B végén a hátsó ablak alatt jobb oldalon; 50 eres csatlakozó.
3. Szolenoid (pótkocsihoz): A kocsik B végén, a tető pereménél jobboldalt van elhelyezve. Ezt csak a pótkocsi egyik oldalára szabad felszerelni, illetve a vele csatolt UV-t át kell állítani a szolenoidfék működtetésére. (Az átállítás a menet-fék hengeren történik, tehát kocsiszínben, nem vonalon.)
4. Sűrített levegő: Ezt csak a pótkocsis UV-kon használják, ez szolgáltatja a pótkocsi ajtóműködtetéséhez a táplálást, a tömlő csatlakozási pontja a zárlámpa fölött van.

A mechanikai csatlakozást a szoros csatolású Alemann-ütközők szolgáltatják: az ütközőrúd és az ütközőtányér közepébe csúsztatott csatlórudat két függő csapszeg tartja helyén. A csavarmenetes csatlásfejet ezután addig kell forgatni, amíg az ütközőfelületek összeszorulnak, kotyogásmentesek lesznek. A szerelvényt szakadásjelző biztosítja: egy barna dobozhoz erősített vékony, laza fémlánc lóg a kocsik közt. Szerelvényszakadáskor ez megfeszül, és megránt egy kis kart, mely befékezi a kocsit. Jelenleg érvényben van egy korlátozás (az F2-es 116-os pontja), mely szerint egy villamosszerelvény maximum 3 kocsiból állhat, ebből 0, 1 vagy 2 lehet a pótkocsik száma, de régebben kísérleteztek M+P+P+M összeállítással is; ez az összeállítás nem vált be, mert a két pótkocsi túl nagy holtteher volt, romlott az UV menetdinamikája.
A motorkocsik közé zárt pótkocsis összeállításon felül léteztek még M+P egységek is, ilyenek az 1960-as évek közepéig közlekedtek. A pótkocsik fékezése szolenoidrendszerrel történik, azaz a motorkocsi pótkocsihoz közelebbi forgóvázának fékárama működteti a pótkocsi fékjeit. Az eredeti UV1-en nem volt szolenoidcsatlás, mert a pótkocsi alkalmazása csak később merült fel. A későbbi szériákon már beépítették, de ekkor a pótkocsik mindkét végére csatlást helyeztek, illetve az UV1-es szériát is felszerelték a szolenoidfékkel. Mára már csak a kocsik B végén van ilyen, a szolenoid leágazás a B végi forgóváznál található.

### Forgóváz
Az UV-k forgóvázába van bezsúfolva a két motor, a hajtó tengely, a hajtásház (kardános áttétel) és a dobfék. A forgóvázra csúszótámokon keresztül támaszkodik az alváz, a közepén lévő királycsap ennél a típusnál is csak terelő funkciót lát el.
Az UV-k alatt jelenleg kétféle forgóváz üzemel: az eredeti kivitelűbe csak a keskeny talpszélességű kerékpár fér be; míg az újabb – külsőleg is megerősített – kivitelűbe már a normál talpszélességű is. Ez utóbbiakat már a BKV szerelte be az 1970-es évek végén. Egyes vonalakra a keskenyebb talpszélességű járművek nem hajthatnak be rendszeresen – olyan helyeken, ahol nagyvasúti kitérőket építettek be a pályába (például 1987 után Albertfalva kitérőnél vagy Budafok kocsiszínnél, mert akkor még számoltak a Fehérvári úti iparvágányok kiszolgálásával), vagy ahol HÉV is közlekedett a vágányokon. Ezeken a helyeken a keskeny talpszélességű kerék beleesne a váltó keresztezésébe, így hamar szétverné azt; ezért például a 41-47-es vonalra nem tesznek régi forgóvázas UV-ket.
Az 1990-es évek elején zajcsökkentési célból takaró gumilemezt szereltek fel egyes kocsikon a forgóváz melletti lemezkivágás elé, ezek a „mezei” UV-król már eltűntek, de a MUV-okon még használják őket.
A kerekekre zsugorkötéssel van rögzítve az abroncs, a kettő között rugózó gumibetét található. A tengelyek felfüggesztése gördülőcsapágyas.

### Segédüzemek
A kocsik haladását szolgáló eszközökön kívül szükség van még más, a biztonságot és üzemkészséget szolgáló üzemekre. A tolóajtók mozgatása léghengerekkel történik, ezt motoros légsűrítő táplálja (sokak szerint egyébként az UV-k egyik legkellemetlenebb tulajdonsága pont ez a lassú ajtónyitó mechanizmus, a MUV építésekor kicserélték az eredeti légszelepeket jobb minőségűre). A világítás akkumulátorról működik, ezt motordinamó, illetve egyes felújított kocsikon statikus átalakító tölti, a telep feszültségét a műszerfalon levő műszer jelzi.
A szellőzéshez nem építettek be motort: a kocsik homlokfalán található szellőzőkopoltyúk a kocsik tetején végighúzódó szellőzőcsatornába vezetik a levegőt, az átáramló légmennyiséget a kocsivégnél található forgócsappal lehet szabályozni.
A szerelvények a kalauzos időkben indításjelző rendszerrel voltak felszerelve: az egyes kocsikban a kalauzok gomb megnyomásával jelezték, hogy a felszállás befejeződött, ekkor felvillant az indulásjelző piros lámpa az ajtóknál. Ha az összes kocsiban meg lett nyomva a gomb, a berregő is megszólalt, és indulhatott a szerelvény.

## Az UV jellegzetes hibái
A kocsiknak volt néhány betegsége, melyeket tulajdonképpen csak az 1990-es évek második felében kezdtek el felszámolni:
1. A járműnek tökéletes állapotú akkumulátorra volt szüksége, hiszen minden vezérlési művelet igényelte a kontaktorok és a relék működtetését, ez pedig nem történt meg, ha az akkumulátor bármilyen okból felmondta a szolgálatot, és áramhiány miatt a motordinamó se működött. Nem működik az akku, ha például zárlatos lesz – ebben az esetben nem segít a csatolt kocsi akkumulátora sem, mert a két akkumulátor párhuzamosan van kötve. Ugyanígy megszűnik vezérlőáramkör működése akkor, ha a vezérlő áramkört védő olvadóbiztosító kiolvadt. Ekkor a jármű gyakorlatilag fékezhetetlen marad, hiszen nem lehet a szükséges villamosfékkapcsolást létrehozni, ha nincs vezérlőfeszültség. Sőt, az akkumulátorról üzemelő sínfék sem működik ekkor! A vezető a kéziféket húzhatja be, de vezérlőfeszültség hiányában nem működik levegős rögzítőfék sem, mert ezt is az akkufeszültség működteti EP-szelepeken keresztül. Így maradt a kézifék mechanikus hatása: az első kocsi forgóvázait lehet befékezni – ez viszont elég gyenge (jegyezzük meg, hogy néha lejtőn még állva sem lehet megtartani a szerelvényt csak a kézifékkel). Nincs tudomásunk olyan UV-balesetről, amelynek a fékezhetetlenség lett volt az oka; azonban az ICS-k nem voltak ennyire szerencsések (ugyanez a hiba ott is megvolt átépítésük előtt): legalább két igen súlyos balesetet okozott a működésképtelen vezérlés. Pontosan ezért volt lényeges újítás átépíteni RET-fékesre az UV-ket: ha ezeken a kocsikon leáll a vezérlés, akkor (igaz, nem túl erősen) azonnal fékeződik a szerelvény.
2. Az UV-k műszakilag egyik leggyengébb pontja a menet-fék henger, mely a menet- és fékáramkörök kapcsolását választja ki. Ha a menet-fék henger nem áll át fékezés előtt, akkor a kocsi fékezetlen marad, nem alakul ki a villamosfék áramköre. Ez ellen úgy védekeznek, hogy ilyen esetben automatikusan behúz a sínfék, de ez nagyobb sebességnél nem sokat jelent, nem fogja meg a kocsit. Segíthet ilyenkor, hogy a csatolt kocsi általában üzemképes marad, így az megfogja a szerelvényt. Eredeti kivitelében még megbízhatatlanabbul működött a 3200–3249-es szériának (más forrás szerint 3349-ig) a menet-fék hengere, mivel ezekben a motorselejtező tárcsa is a menet-fék hengerre volt felszerelve. Az így megnövelt tömegű kapcsolóhenger időnként még nehezebben állt át. Ezért az 1960-as évek közepétől tilos volt az UV1-es szériát szólóban üzemeltetni mindaddig, amíg át nem építették az esedékes felújításokkor ezeket a kocsikat is. A menet-fék henger akkor nem működik rendesen, ha mechanikusan elakad, vagy a vezérlőfeszültség lecsökken – ez utóbbi például akkor következhet be, ha a sínfék működésbe lép, mielőtt a vezető fékre kapcsolt volna. Elmondható viszont, hogy ez a hiba is ritka (a menet-fék henger rendetlenkedéseivel az ICS-ken sokkal sűrűbben lehet találkozni), ebből származó balesetről nem tudunk.
3. Ritka a járműveken a tűz, de sajnos előfordul: legalább három-négy teljesen kiégett kocsi van a sorozatban. Ezeket az eseteket általában szintén a menet-fék henger vagy az irányváltó henger hibájára lehet visszavezetni: mivel ennek az érintkezőin a teljes motoráram megy át, a sérülése komoly ívhúzást okozhat. Mivel a közelében van a kocsi faburkolata, az könnyen meggyulladhat. Ez akkor lehet veszélyes, ha a vezető nem veszi észre (például, ha a hátsó kocsiban történik), ezért fontos, hogy a legkisebb füstölést is jelezzék a vezetőnek a vészcsengővel. Néhány kocsira egyébként tűzjelző rendszert szereltek fel, ez egy könnyen olvadó huzalból áll, mely a menet-fék henger fölé van kifeszítve: amennyiben az kigyullad, a huzal elég, és megszólaltatja a vészcsengőt. Kocsitűz áldozatává vált motorkocsik: 3295, 3319, 3376, 3385, 3421, 3451, 3878+3879, 3855, 3859; ezek közül a 3295, 3319, 3451 kocsikat felújították.

## Egyéb UV-jellegű villamosok
A járművezetők képzésére tanulókocsikat alakítottak ki, ezek kétirányú szóló motorkocsik, a pályaszámaik: 3400→7660, 3401→7661, 3402→7662, 3403→7663. A két vezetőállású szóló motorkocsinak meghagyott tanulókocsik olyan berendezéssel lettek felszerelve, amely lehetővé teszi hibák, üzemzavarok szimulációját, ezt az oktató vezérli.
1962-ben a 3235 és a 3258-as jármű felhasználásával csuklós UV-t alakítottak ki (3799, majd 3729 pályaszámmal), amelyet 1966-ban visszaalakítottak két szólóvá. A kudarc oka, hogy a középre befüggesztett részhez közeli forgóvázak motorjait kiépítették, így 4 motornak kellett volna elvinnie az extra tömegű járművet. Mindemellett a járható ívek sugara is túl nagy volt, sok helyen nem közlekedhetett volna a jármű. Legtöbbet a 2-es vonalon volt forgalomban.
UZ jelzéssel készült két kísérleti, alumínium kocsiszekrényű jármű is (3710, 3711). Ezek UV jellegű forgóvázakkal, de 3600-as elektromos rendszerrel rendelkeztek.
1993 decemberétől 20 kocsit átalakítottak kétvezetőállásos MUV típusnak.

### Érdekes UV kocsik
- 3271–3272: Az egész kocsiszekrényre kiterjedő Pepsi reklámfestéssel közlekedett 1996 júniusától 1998 őszéig, az esedékes nagyjavításig.
- 3299: A MUV tervezésekor felmerült az, hogy átalakítják a homlokfalat, és két fényszórót építenek be, ennek az „esztétikai próbáját” az éppen selejtezett 3299-es kocsin végezték. Az eredményt csúnyának találták, ennek köszönhetően a MUV nem így készült, a 3299-est pedig kicsivel később elbontották.
- 3350: Hintsch György 1967-es Kártyavár című filmjében szerepel. Koszorút szállítanak az elején.
- 3700–3701: Tolcsvay László „Az első villamos” című videóklipjében a Szellem is szerepel a 3274-3275 szerelvény mellett.
- 3405: A Szabadság, Szerelem c. filmben 1328-as psz.-on egy tanknak „ütközik” (a 3857-es psz.-ú kocsi tolta a tanknak)
- 3413: Mici néni két élete c. film egyik jelenetében látható.
- 3431: A Gálvölgyi szubjektív című televíziós műsor 1994-es szilveszteri adásában a rendőrség színeiben üldözi a bankrablókat.
- 3458: Néhány héttel selejtezése előtt szerepelt egy 1956-tal kapcsolatos emlékfelvonuláson.
- 3461: A korábban említett Gálvölgyi szubjektív 1994-es szilveszteri adásában ezzel menekülnek a bankrablók.
- 3824-5807: A NEO-TONES együttes Don Quijote című számának videóklipjében szerepel.
- 3838: Ezen a kocsin 1988 november 4-én Albertfalván dulakodás közben többször elsült egy pisztoly, amelynek golyónyoma évekig látható volt még a B kocsivégi peron tetőburkoló lemezén. Az esetről „A halál villamosa” címmel 1989-1990-ben dokumentumfilm is készült, amelyben sokat szerepel a kocsi.
- 3854: A Szabadság, Szerelem c. filmben Dobó Kata kiáltványokat oszt rajta.
- 3386–3387: A kocsikat a Frankel Leó úton filmforgatáshoz vették kölcsön 1991-ben. A forgatás szünetében a villamosok a Török utcába álltak félre.
- 3231–3232: A Spy Game című film Berlint „szimuláló” felvételeihez használták 2000-ben, a Berlini Közlekedési Vállalat címerével felmatricázva.
- 3811(?)–5857–3810: Bacsó Péter „A tanú” című filmjének végén szerepelt (csak a cenzúrázott változatban); érdekessége, hogy látszik, ahogy az emberek az ajtókban lógnak, és emiatt az csak késve csukódik be. A legendák szerint nem különjáratról van szó, hanem a színészek egy rendes, forgalomban levő járműre szálltak fel.
- 3843: A kocsit a Cég című amerikai filmforgatáshoz használták fel, egy tankkal zúzták szét a kamerák előtt. Jellemző a konstrukcióra, hogy a tank először nem tudott átmenni rajta, ehhez később több helyen is elvágták a vázat.[2]
- 3322: A kocsi a 2002-ben forgatott Lopakodók 2-ben szerepelt.[3]
- 5962: Ez a pókocsi szerepel Tímár Péter 1996-os „Csinibaba” című filmben. A kalauznőt alakító Pogány Judit az utast alakító Andorai Péter kétkedései miatt ebben a villamoskocsiban vetkőzik le alsóneműre.[4]
- 6012: Ezt a pótkocsit vásárolta meg a Börzsöny Kisvasút, és alakította át 760 mm nyomtávúra.

## „Túlélő” UV-kocsik
A típus megőrzését a BKV még a menetrend szerinti közlekedés idején elkezdte. Előreláthatóan az első – 3200-as pályaszámú – és az utolsó – 3899-es pályaszámú – motorkocsik mellett megtartásra kerül a 3257-es is, illetve a 3430-as modernizált UV (MUV) is, valamint néhány pótkocsi. Ezen felül civil szervezetek (a Városi és Elővárosi Közlekedési Egyesület és a Magyar Villamosvasút-történeti Egyesület), magánemberek és vállalkozók is megvásároltak néhány példányt, sőt a Börzsöny Kisvasút megvásárolta a 6012-es számú pótkocsit, amit 760 mm nyomtávúra átalakítva közlekedtet a kisvasúton. Van, aki jövőbeni nosztalgia közlekedtetés céljából, van aki kerti dísznek, van aki látványosságnak, és van, aki büfét szeretne csinálni az öreg villamosokból.

### Megmaradt járművek jegyzéke

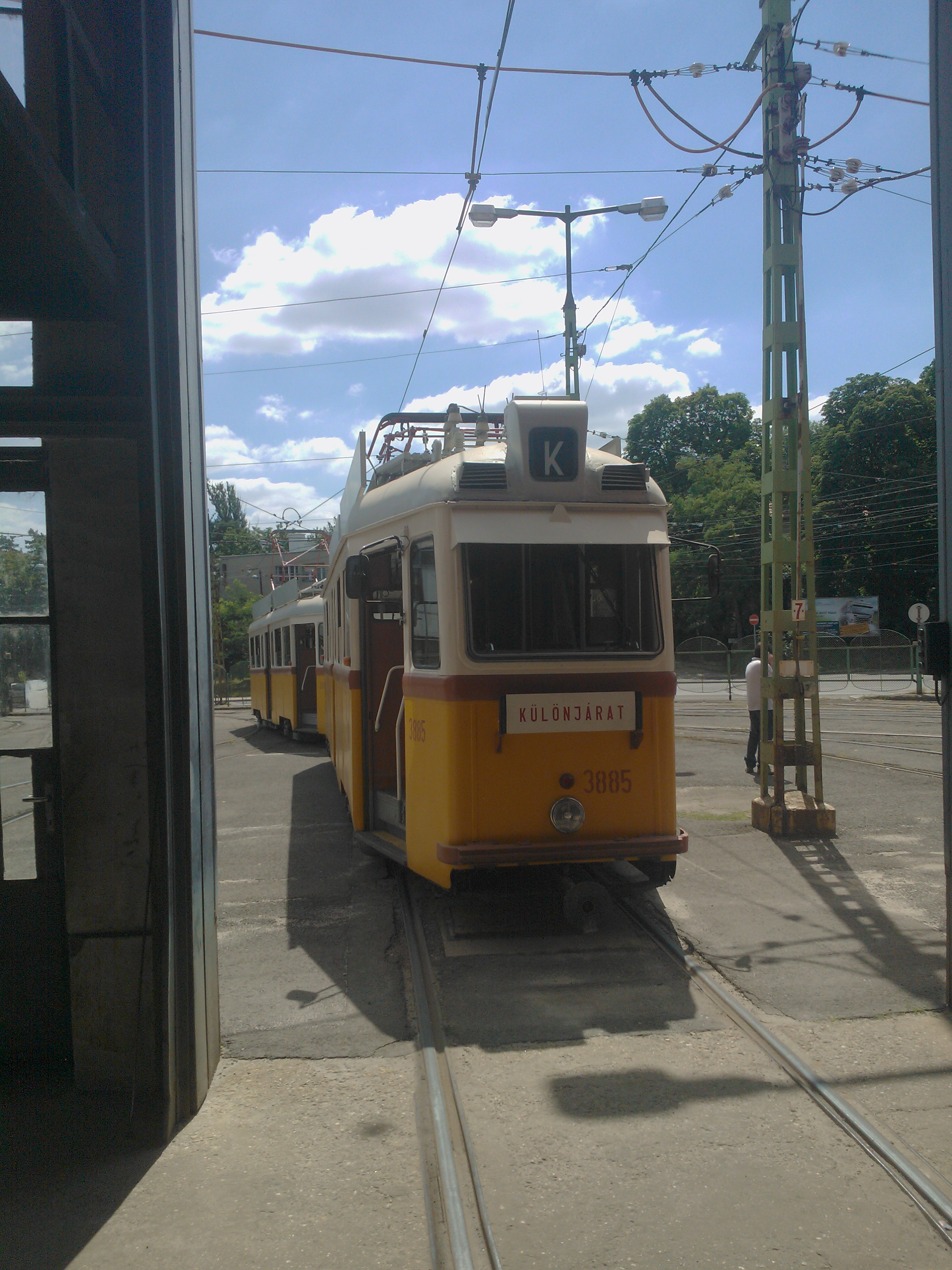
A 3885-ös motorkocsi Szépilona kocsiszínben

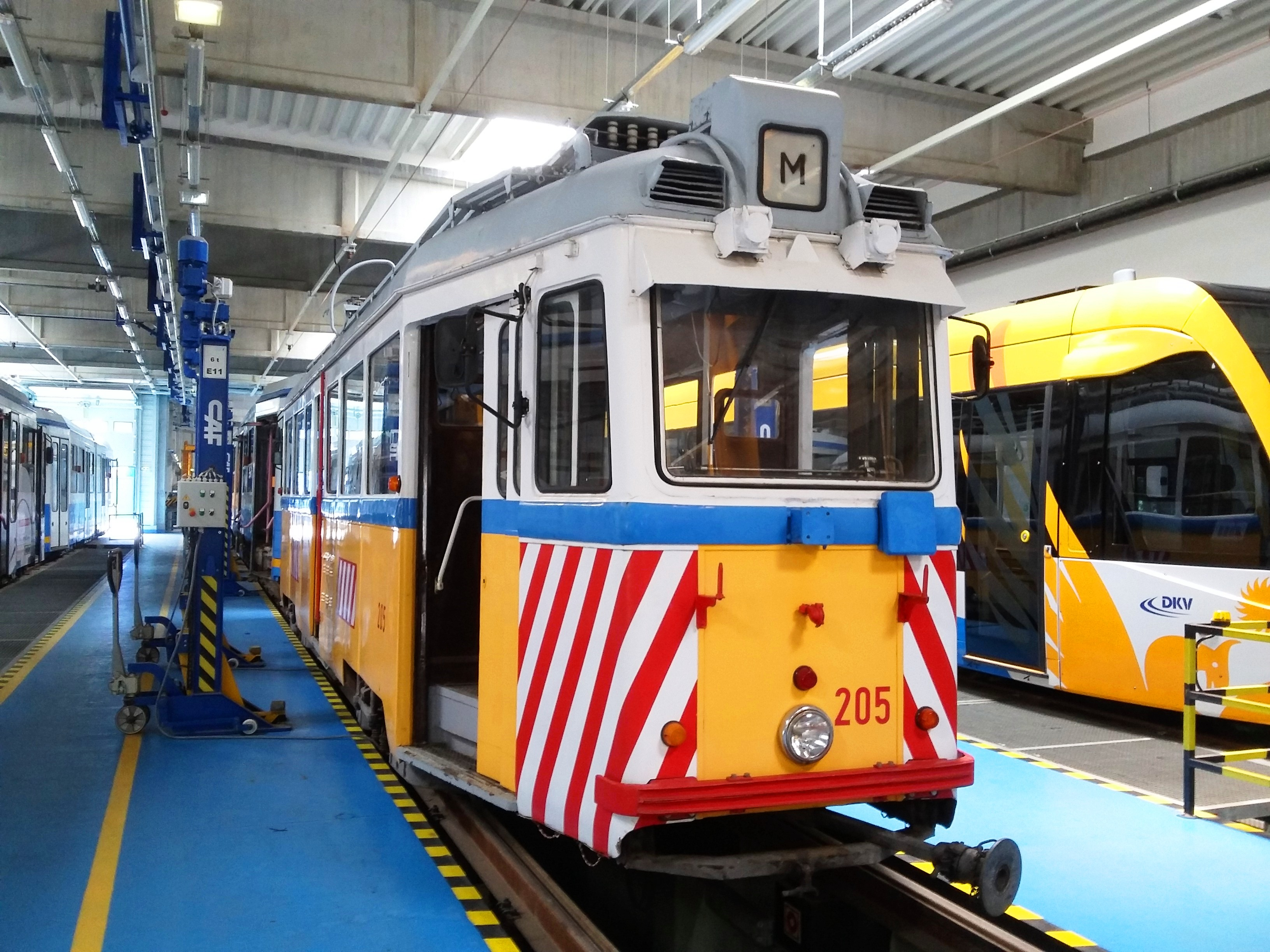
Debrecen büszkesége, az egyetlen üzemképes két vezetőállásos UV villamosa

- 3200: A legelső UV motorkocsi 2006 októberében került a szentendrei Városi Tömegközlekedési Múzeumba.
- 3201: Az előző kocsi „párját” még 2006 tavaszán vásárolta meg a MaViTE. Ezután hónapokig a Vasúttörténeti Parkban volt kiállítva.
- 3257: Megőrizve a BKV által. (Zugló kocsiszín)
- 3258: A MaViTE tulajdonában van.
- 3261: 2001 októberében a Vakok és Gyengénlátók Állami Intézetének udvarán állították fel. A kocsit a BKV Rt. adományozta az intézménynek, hogy a vakok biztonságosan tudják gyakorolni a villamosra való fel- és leszállást.
- 3306: A MaViTE tulajdonában van (tartalékjármű). Istvántelki főműhelyben van.
- 3307+5932: 2011-ig Sződligeten kiállítva, utána MaViTE tulajdon (alkatrészdonor)
- 3332: A MaViTE tulajdonában van.
- 3383:  Istvántelki főműhelyben van.
- 3396. A MaViTE tulajdonában van (tartalékjármű). Istvántelki főműhelyben van.
- 3406:
- 3413: Egy mogyoródi panzió kertjébe került.
- 3414+5807: Budapesten a XI. kerületben, a Galvani utca és a Kondorfa utca saroktelkén van kiállítva.
- 3430: MUV; Üzemképesen megőrizve a BKV, civil kezdeményezésre. Tanulójáratként van használatban. (Zugló kocsiszín)
- 3436: A MaViTE tulajdonában van (tartalékjármű). Istvántelki főműhelyben van.
- 3468: A MaViTE tulajdonában van (tartalékjármű).
- 3700+3701: Prototípus szerelvény (Szellem), muzeális célra megőrizve. (Zugló kocsiszín)
- 3800+3809: Ezt a szerelvényt a VEKE vásárolta meg.
- 3827: Ez a motorkocsi 2002 februárjában került Újpestre, a Berda József utcai közlekedési parkba, ahol egyfajta díszletként szolgált. Elszállítva, elbontva: 2010 márciusában.[5]
- 3856: A MaViTE tulajdonában van.
- 3857: A MaViTE tulajdonában van.
- 3873: Üzemképesen megőrizve a BKV által. Alkalmanként nosztalgiaként és fényvillamosként közlekedik.
- 3885: Üzemképesen megőrizve a BKV által. Alkalmanként nosztalgiaként és fényvillamosként közlekedik.
- 3888: Üzemképesen megőrizve a BKV által. Alkalmanként nosztalgiaként és fényvillamosként közlekedik.
- 3898: Üzemképesen megőrizve a BKV által. Alkalmanként nosztalgiaként és fényvillamosként közlekedik.
- 3899: Megőrizve a BKV által. Ezen sorok írásakor Zugló kocsiszín mélyén pihen.
- 7662: Az egykori 3402-es kocsi, később oktatójármű, a Debreceni közlekedési vállalat vette meg, (2008) az üzemképtelen Muki becenevű tehervillamos feladatkörének ellátására. Engedélyeztetés esetén utasokat is szállíthat. Jelenleg az egyetlen üzemképes két vezetőállásos UV motorkocsi.
- 7663: Az egykori 3403-as kocsi, később oktatójármű, speciális, csíkos festését elvesztve 2006. március 23. éjjelén a kőbányai Kada utcai általános iskola udvarára szállították, 2014-ben MaViTE tulajdonba került.
- 5892: Piliscsév vasútállomástól nem messze egy tanya udvarán áll.
- 5934: Szentendrei Városi Tömegközlekedési Múzeumban van.
- 6012: 760 mm nyomtávúra átalakítva közlekedett a Szob–Nagybörzsöny erdei vasúton. Jelenleg kiállítva Budapest, III., Mátyás király út 11-15 udvarán.
- 6030: Érdligeten, a Napvirág Étterem kertjében van kiállítva.
- 6032: Csillaghegyi udvaron/játszótéren pihen.